# 吉萊特冰架
69°35′S 159°42′E / 69.583°S 159.700°E
吉萊特冰架（英語：Gillett Ice Shelf）是南極洲的冰架，位於威爾遜山對開沿岸，該冰架由美國地質調查局根據測量和海軍空中照片被繪入地圖，以美國海軍的上校命名。